# Wapen van Breskens

Wapen van Breskens

Het wapen van Breskens werd op 31 juli 1817 bevestigd door de Hoge Raad van Adel aan de Zeeuwse gemeente Breskens. Per 1 april 1970 ging Breskens op in de gemeente Oostburg en is sinds 2003 onderdeel van gemeente Sluis. Het wapen van Breskens is daardoor definitief komen te vervallen als gemeentewapen.

## Blazoenering
De blazoenering van het wapen luidde als volgt:
Van goud beladen met een dubbele adelaar van sabel. Het schild gedekt met een kroon van goud met 17 parels, waarvan 14 op de band.
De heraldische kleuren zijn goud (goud of geel) en sabel (zwart). Het schild wordt gedekt met een antieke gravenkroon bestaande uit 17 parels, waarvan 14 op de gouden rand staan. In het register van de Hoge Raad van Adel zelf wordt geen beschrijving gegeven, maar een afbeelding.

## Verklaring
De adelaar herinnert aan Maximiliaan van Oostenrijk die in 1487 toestemming gaf om de schorren van Breskens te bedijken en het als een heerlijkheid aan Filips van Kleef gaf. De adelaar is dan ook een keizerlijke adelaar. Er is een zegel van begin 16e eeuw bekend waarop de dubbele adelaar voorkomt.

## Verwante wapens

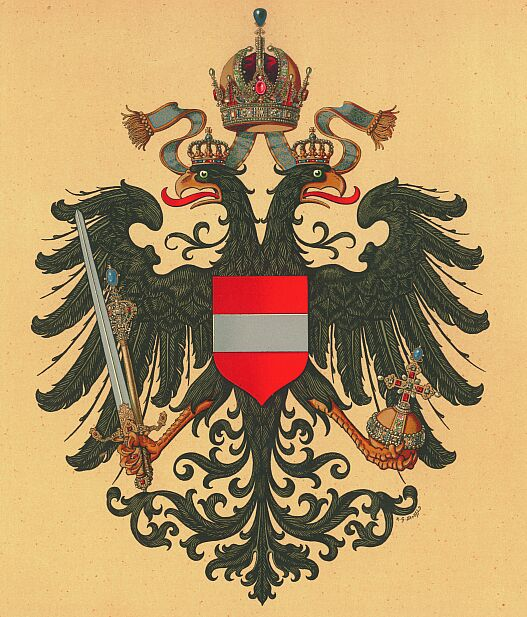
Het wapen van de Oostenrijkse keizer